# Weißig (Gera)
Weißig bildet zusammen mit Gorlitzsch und Schafpreskeln den 4,59 km² großen Ortsteil Weißig der Stadt Gera in Thüringen mit insgesamt 174 Einwohnern (Stand 31. Dezember 2021).

## Geographie
Der Stadtteil liegt im Südwesten der Stadt Gera an der Grenze zu Hundhaupten (Landkreis Greiz).

## Geschichte

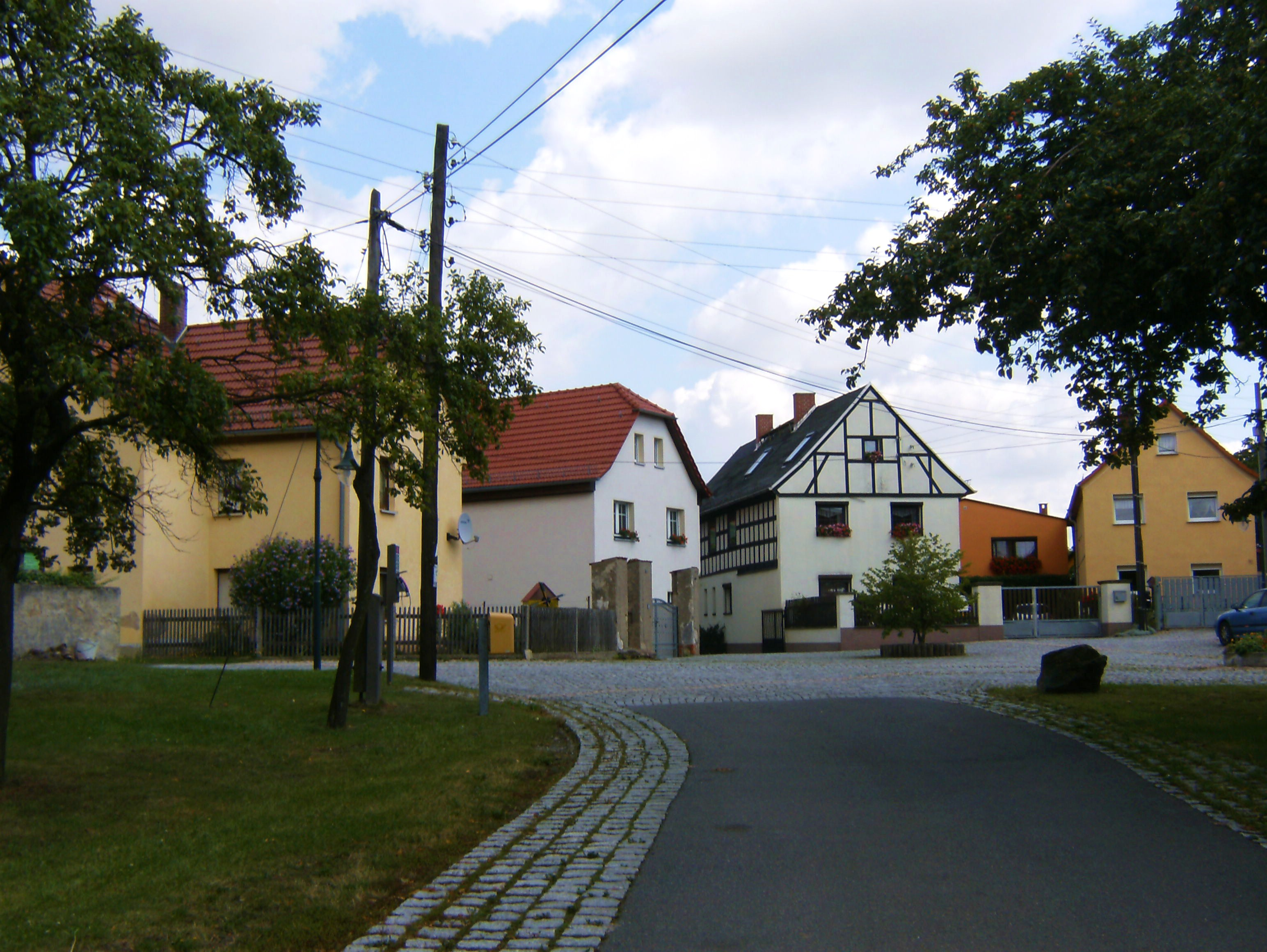
Rundling

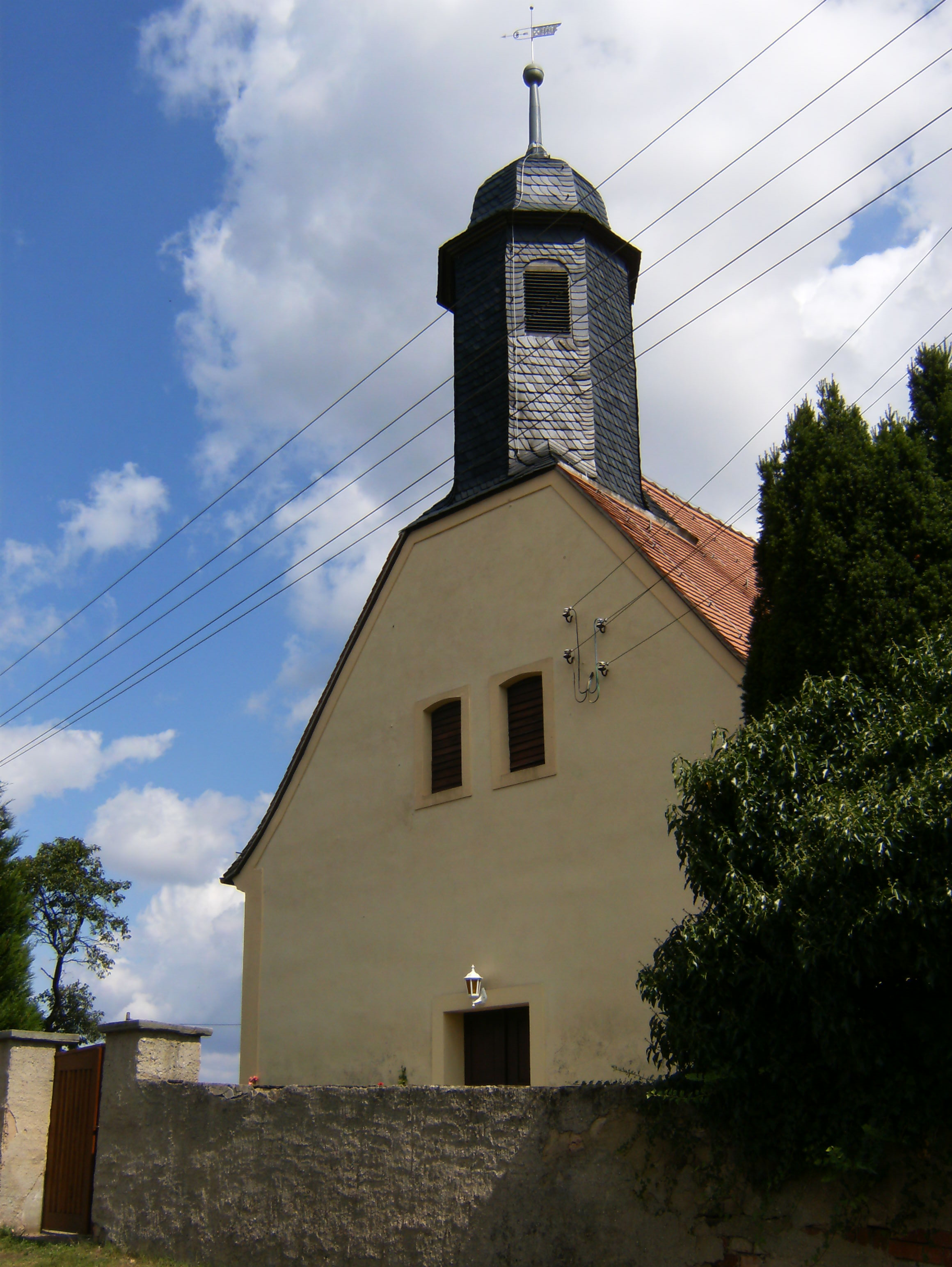
Kirche

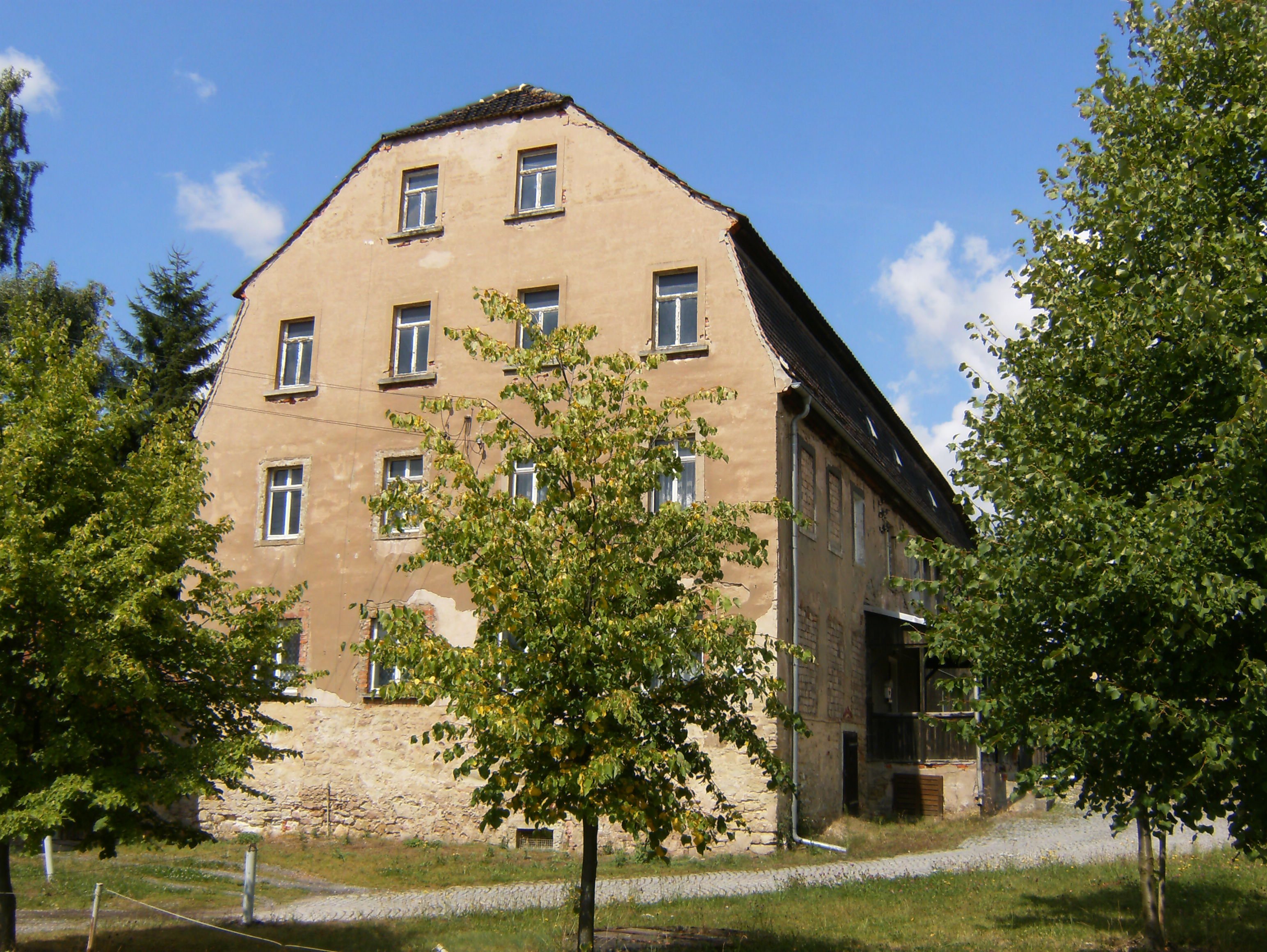
Ehemalige Erbschänke (Geßner)

Weißig gehörte historisch zu Reuß jüngerer Linie und wurde 1533 erstmals urkundlich erwähnt. Die Erbgerichtsbarkeit und das Patronatsrecht über Weißig stand bis 1855 dem Rittergut Zeulsdorf zu. Der Ursprung des Ortes war eine am Schnittpunkt zweier Handelsstraßen gelegenen Wegekapelle. Neben dem sogenannten Erbschenk (Weißig Nr. 5 war eine der 7 Erbschänken in Reuß j.L.) gab es in alter Zeit zwei Pferdefronstellen sowie fünf Stellen, welche Handfron zu leisten hatten. 1827 zählte der Ort 18 Häuser und 81 Einwohner. Früherer Schulort war Dürrenebersdorf.
Kindergarten, Sportplatz und Jugendklub mussten nach 1990 aufgegeben werden, auch Konsum und Poststelle wurden geschlossen. Im Gegenzug konnten Teich und Dorfplatz neu gestaltet sowie ein Vereinsheim errichtet werden.
Am 1. Juli 1950 erfolgte die Eingemeindung von Gorlitzsch-Schafpreskeln nach Weißig. Im Rahmen der Gebietsstrukturreform Anfang der neunziger Jahre wurde die Gemeinde vor die Alternative gestellt, nach Gera oder Münchenbernsdorf eingemeindet zu werden; die Bevölkerung entschied sich mehrheitlich für Gera, sodass Weißig mit Gorlitzsch und Schafpreskeln seit dem 1. Juli 1994 ein Ortsteil der Stadt Gera ist.

## Entwicklung der Einwohnerzahl
| Jahr      | 1827 | 1864 | 1939 | 2009 | 2011 | 2021 |
| Einwohner | 81   | 128  | 128  | 127  | 201  | 174  |

## Politik
Seit 1994 besteht ein Ortsteilrat (bis 2009 Ortschaftsrat), Ortsteilbürgermeister ist Martina Schmidt (parteilos).

## Sehenswürdigkeiten
- Dorfkirche Weißig, ab 2001 umfangreich renoviert.
- Die Orgel in der Kirche zu Weißig ist das Werk von Christian Ernst Friederici (1709–1780), welcher seinen Beruf insbesondere bei Gottfried Silbermann erlernt hatte. Sie wurde 1740 für die Schlosskapelle in Lichtenstein/Sachsen gebaut. 1801 erwarb die Kirchgemeinde Weißig dieses wertvolle, kleine Barock-Orgelpositiv für ihre Kirche. Dieses Instrument ist höchstwahrscheinlich das einzige erhaltene Instrument dieser Art von Friederici. Außerdem ist es nach gegenwärtigem Stand eines seiner ältesten Instrumente, möglicherweise sein Opus 2. Es besitzt aufgrund seines Alters, seiner Einmaligkeit und seines Anteils an Originalsubstanz einen großen denkmalpflegerischen Wert. Im Jahr 2010 wurde das Instrument restauriert.[3]

## Verkehr
- Durch den Ort führt die L3002 (ehemalige Bundesstraße 2).
- Erreichbar mit der Buslinie 11 der Verkehrs- und Betriebsgesellschaft Gera (GVB).
- Nächstgelegener Bahnhof ist Gera-Zwötzen, besser erreichbar sind Gera Hauptbahnhof bzw. Gera Süd.

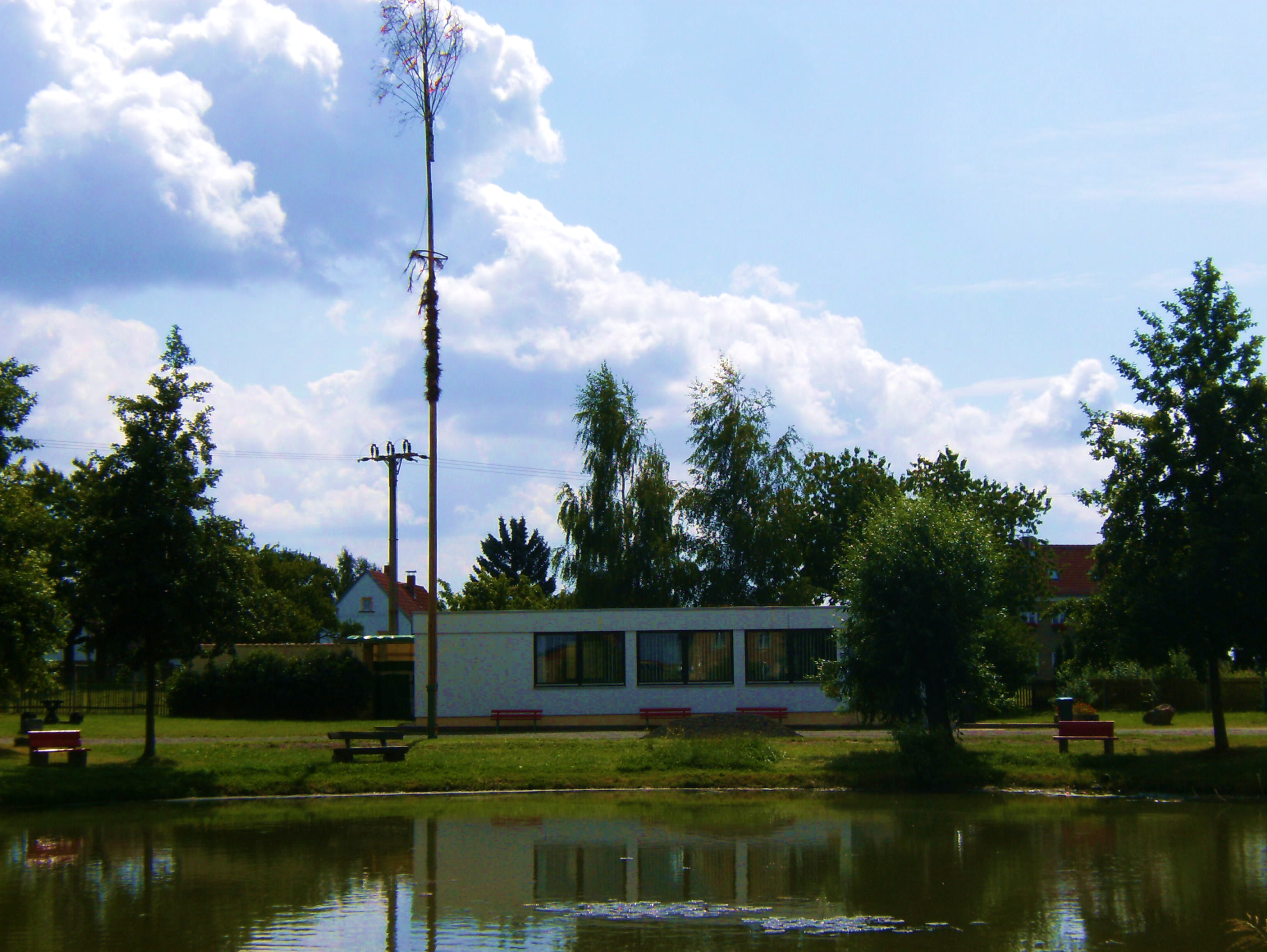
Dorfteich mit Vereinsheim

## Kultur
Neben dem Feuerwehrverein, der für das alljährliche Maibaumsetzen verantwortlich zeichnet, gibt es im Ort eine Ortsgruppe des Demokratischen Frauenbundes (dfb). Mittelpunkt des Dorflebens ist das Vereinshaus in Weißig: Hierfür konnte in den 1990er Jahren ein nicht mehr gebrauchter Sparkassencontainer erworben, in den Ort umgesetzt und in Eigenleistung der Einwohner ausgebaut werden.

## Freizeit
Wander- und Radwege nach und von Gera führen über Gera-Dürrenebersdorf bzw. Gera-Zeulsdorf.

## Bildung
Für die Kleinsten gibt es in Lusan sechs Kindergärten bzw. kombinierte Kindereinrichtungen mit unterschiedlichen Konzepten und in Dürrenebersdorf die Kindertagesstätte der Volkssolidarität „Am Walde“.
Zuständige Grundschulen bei gemeinsamem Schulbezirk
mit freier Schulwahl sind die
- Staatliche Grundschule „Saarbachtal“, Scheubengrobsdorf,
- Erich-Kästner-Grundschule, Lusan und die
- Wilhelm-Busch-Grundschule in Lusan.

Nächstgelegene Regelschule ist die
- Staatliche Regelschule 4 in Lusan, dazu kommt die
- IGS Integrierte Gesamtschule Gera, Lusan.